# 花田信號所
花田信號所（日语：／ Hanada shingōsho eki */?）是位於愛知縣豐橋市，豐橋鐵道的渥美線信號站。

## 歷史
- 1925年5月1日 - 新豐橋站（第一代）啟用。
- 1927年10月1日 - 隨著新豐橋站（第二代）啟用，此站改名為花田站。
- 1944年6月5日 - 結束此站旅客業務，成為花田編組場。
- 1945年6月20日 - 發生豐橋空襲（日语：豊橋空襲）而受損毀[1]。
- 1984年2月1日 - 渥美線結束貨物業務，成為花田信號所。

## 配線圖
|                                                                                  | 豐橋站附近（包括花田信號所）花田信號所 配線略圖 |
| 图例 参考文献： 花田信號所位於圖的左下方。綠線為渥美線路軌，橙線為東海道本線路軌 |                                                 |

## 現狀
隨著結束貨物業務後，該處的路軌變成讓渥美線車輛遷入至渥美線路軌之用，以及長期停泊車輛處。隨著豐橋鐵道總部遷移後，以及帕克診所開業後，留置線大部分位置變成停車場。

## 相鄰車站
豐橋鐵道
渥美線
新豐橋（1）－花田信號所－柳生橋（2）

## 注腳
1. ↑  名古屋鉄道広報宣伝部（編）. . 名古屋鐵道. 1994: 972 （日语）.
2. ↑  川島令三（日语：川島令三），《東海道ライン 全線・全駅・全配線 第4巻 豊橋駅 - 名古屋エリア》，pp6-7（配線圖），講談社，2009年6月，ISBN 978-4062700146